# Ostrach (Donau)
Die Ostrach ist ein Fluss im südlichen Baden-Württemberg in den Landkreisen Ravensburg und Sigmaringen, der nach einem etwas nach links ausholenden, insgesamt nordnordwestlichen Lauf von über 33 Kilometer Länge bei Hundersingen in der Gemeinde Herbertingen von rechts in die Donau mündet.

## Geographie

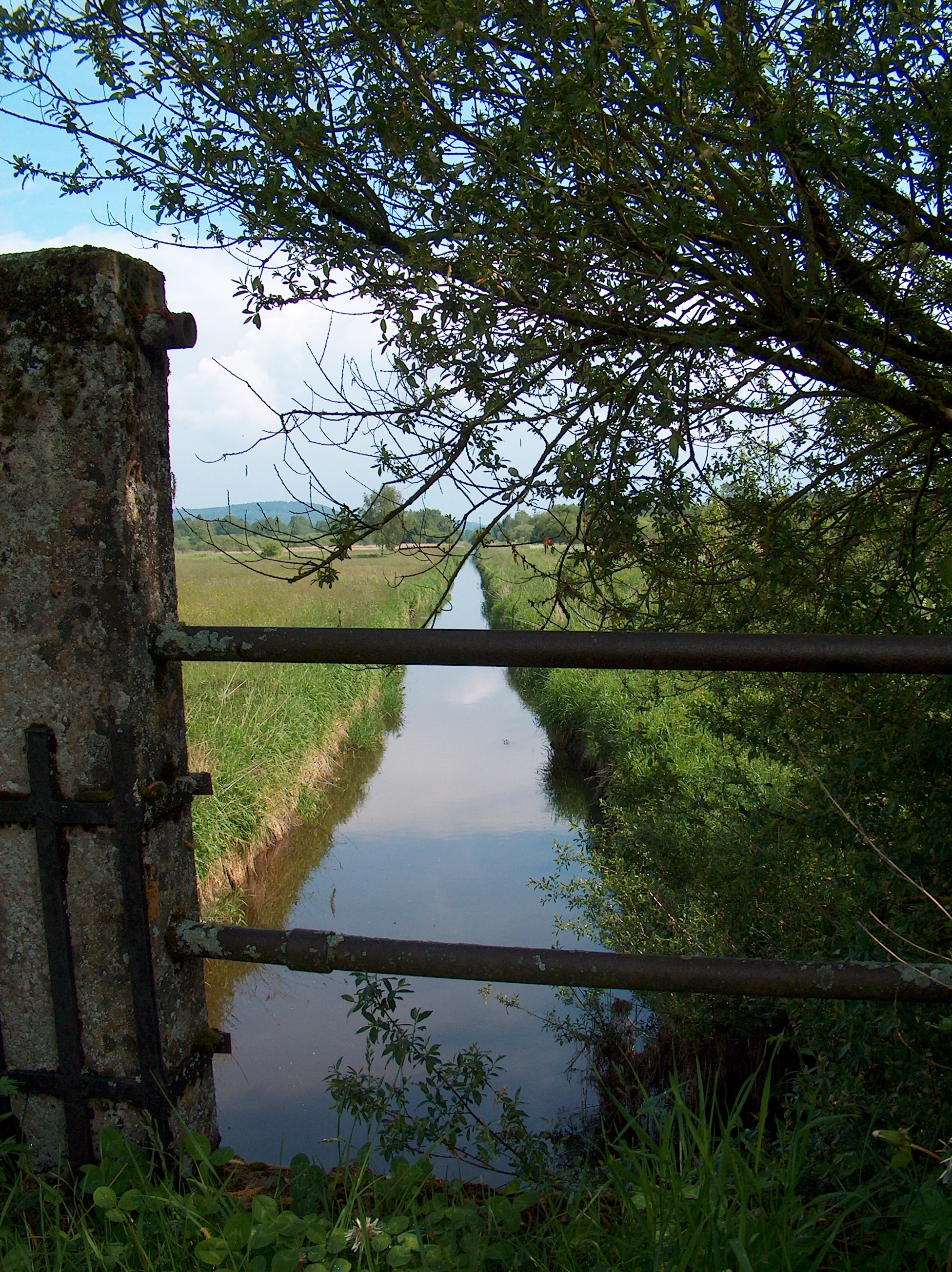
Die Ostrach im Pfrunger Ried

### Verlauf
Die Ostrach entsteht unmittelbar nördlich der Europäischen Hauptwasserscheide in der Nähe von Fleischwangen im Landkreis Ravensburg, auf dem amtlichen Hauptstrang hat sie nacheinander die Oberläufe Fronhofer Bach (bis Fleischwangen) und Schlierbach (bis kurz vor dessen Mühlhof Eichenmühle). Im weiteren Verlauf nimmt sie aus dem links liegenden Pfrunger Ried einige Entwässerungskanäle und -gräben auf, die sich teilweise über den Scheitelpunkt weiterziehen bis zur Rotach, die jenseits der Wasserscheide in Richtung Bodensee entwässert.
Danach zwängt sich die Ostrach in der Ortschaft Ostrach zwischen zwei enger stehenden Moränenhügeln hindurch, durchfließt den Weithart, die Göge und das Weitried und mündet im Ortsteil Hundersingen der Gemeinde Herbertingen im Landkreis Sigmaringen in die Donau.
Die Ostrach ist 33,1 km lang, davon liegen 11,1 km im Landkreis Ravensburg und 22,0 km im Landkreis Sigmaringen. Ihr Einzugsgebiet umfasst etwa 198,5 km².

### Orte an der Ostrach
Die Ostrach durchquert oder streift auf ihrem Weg die Orte Fleischwangen, wo zwei ihrer Oberläufe zusammenfließen, Guggenhausen, Riedhausen, Ostrach und dessen Teilorte Laubbach, Jettkofen, Wangen, Einhart sowie Habsthal, den Mengener Stadtteil Rosna, die Hohentengener Teilorte Bremen und Beizkofen, um schließlich bei Hundersingen in die Donau zu münden.

### Zuflüsse
Liste der Zuflüsse und  Seen von der Quelle zur Mündung. Gewässerlänge, Seefläche, Einzugsgebiet und Höhe nach den entsprechenden Layern auf der Onlinekarte der LUBW. Andere Quellen für die Angaben sind vermerkt.
Ursprung des Fronhofer Bachs auf etwa 680 m ü. NHN am Nordhang des Großen Holzes westlich des Weilers Feldmoos von Fronreute. Der Bach fließt anfangs ostnordöstlich.
- (Anderer Quellast), von links und Westsüdwesten auf 643 m ü. NHN[LUBW 6] beim Weiler Obelhofen von Fronreute, 1,9 km. Entsteht auf etwa 691 m ü. NHN südlich des Großen Holzes in der Flur nördlich des Weilers Blümetsweiler von Horgenzell. Anscheinend nach Länge – der offizielle Quellast ist am Zusammenfluss erst 1,2 km lang – wie Einzugsgebiet der bedeutendere Ast. Der Fronhofer Bach fließt danach immer westlicher.
- Dietlensriedbach, von rechts und Ostnordosten auf etwa 627 m ü. NHN nahe der Kirche in Fleischwangen, 1,4 km. Entsteht auf etwa 649 m ü. NHN am Fleischwangener Hof Zippern. Mit diesem Zulauf entsteht der Schlierbach, der westlich abfließt.
- → (Abzweig eines Altarms), nach rechts auf etwa 621 m ü. NHN kurz vor der Fleischwangener Eichenmühle. Ab hier heißt das Gewässer Ostrach.
- Durchfließt auf etwa 620 m ü. NHN den Eichenmühleweiher beim namengebenden Mühlenhof von Fleischwangen, etwa 0,1 ha.
- Reutebach, von links und Südsüdosten auf etwa 617 m ü. NHN an der Mühle, 2,1 km. Entsteht auf etwa 667 m ü. NHN an einem Einzelhof östlich des Weilers Rimmersberg von Wilhelmsdorf. Nach diesem Zufluss geht die Ostrach auf nordwestlichen Grabenlauf durch die Riedwiesen.
- ← (Rücklaufs des Altarms), von rechts auf 614,9 m ü. NHN[LUBW 6], 0,7 km.
- (Bach aus dem Sickentobel), von rechts und Süden auf etwa 614 m ü. NHN noch vor Passieren von Nassach, 2,5 km. Entspringt auf etwa 684 m ü. NHN oberhalb seines Waldtobels zwischen Rimmersberg und dem Wilhelmsdorfer Dorf Esenhausen.
- Fleischwanger Ach, von rechts und Osten auf unter 611 m ü. NHN westlich von Guggenhausen, 3,5 km. Entfließt auf etwa 640 m ü. NHN  einem Waldweiher südöstlich der Schnaidhöfe von Unterwaldhausen, 0,2 ha und durchfließt am oberen Dorfrand auf 617,1 m ü. NHN[LUBW 6]  den 9,9 ha großen Guggenhauser Weiher.
- Weiherbach, von rechts und Ostnordosten auf etwa 610 m ü. NHN auf der Gemeindegrenze von Guggenhausen zu Riedhausen, 0,8 km. Entsteht auf etwa 621 m ü. NHN am Nordrand des Hartholzes neben der K 8028 Guggenhausen–Riedhausen.
- Auenbach, von rechts und Norden auf etwa 609 m ü. NHN im Äußeren Ried, 1,4 km. Entsteht auf etwa 632 m ü. NHN wenig südlich von Riedhausen.
- Eschhauser Kanal, von links und Ostsüdosten auf etwa 608,5 m ü. NHN in den Riemenwiesen, 2,9 km. Entsteht auf etwa 616 m ü. NHN am Nordrand von Wilhelmsdorf. Riedentwässerungsgraben.
- Weiherbach, von rechts und Nordosten auf etwa 608,5 m ü. NHN fast gegenüber dem vorigen, 2,6 km. Entsteht als Erletbach auf etwa 640 m ü. NHN in den Erletwiesen östlich von Riedhausen.
- (Grabenzulauf), von rechts und Nordosten auf wenig über 608 m ü. NHN, 0,8 km. Entsteht auf etwa 616 m ü. NHN in den Baienwiesen nordwestlich der Weihermühle von Riedhausen.
- (Grabenzulauf), von rechts und Nordosten auf etwa 608 m ü. NHN bei MÜNDUNGSORT, 0,9 km. Entsteht auf etwa 618 m ü. NHN in den Baienwiesen nordwestlich der Weihermühle von Riedhausen.
In der Folge laufen aus dem links liegenden Pfrunger-Burgweiler Ried, das auch zum Teil südwärts zur Rotach und damit zum Bodensee entwässert, etliche Entwässerungskanäle und -gräben zu.
- Wilhelmsdorfer Kanal, von links und Südsüdosten auf nicht viel unter 608 m ü. NHN unmittelbar vor der Ostrachbrücke der K 7964 Riedhausen–Wilhelmsdorf, 3,4 km. Nördlicher Teil eines durchgehenden Entwässerungskanals, der sich südwärts als zur Rotach entwässernder Südlicher Hauptkanal durchs schon nahe Wilhelmsdorf hindurch fortsetzt, der Scheitelpunkt liegt auf 614,1 m ü. NHN.[LUBW 6]
- Eulenbruckkanal (?), von links und Süden auf nicht viel unter 608 m ü. NHN unmittelbar nach der Ostrachbrücke der K 7964, 3,3 km. Entsteht auf etwa 617 m ü. NHN zwischen dessen Dorf Pfrungen und Wilhelmsdorf am Rande des Eulenbruchs.
- Luckengraben, von links und Südsüdwesten auf unter 608 m ü. NHN gegenüber der Viehweide an einem leichten Rechtsknick, 4,3 km und 4,8 km². Entsteht auf etwa 690 m ü. NHN noch in einem Waldtobel im Großholz nördlich des Dorfs Ruschweiler von Illmensee.
- Hornbach, von links und Südwesten auf unter 608 m ü. NHN bei MÜNDUNGSORT, 3,1 km und 3,6 km². Entsteht auf etwa 618 m ü. NHN östlich des Ostracher Weilers Egelreute.
- (Entwässerungsgraben), von rechts und Südosten auf unter 608 m ü. NHN in den Riedwiesen (Gemeindeexklave von Königseggwald), 1,7 km. Entsteht auf etwa 609 m ü. NHN neben der K 7964 in der Viehweide.
- Traubengraben, von links und Südwesten auf etwa 607 m ü. NHN, 1,6 km. Entsteht auf etwa 608 m ü. NHN am Nordwestrand des Rieds Große Trauben.
- Laubbacher Mühlenbach, von rechts und Südosten auf etwa 607 m ü. NHN an einer Wegbrücke bei der Laubbacher Mühle von Ostrach, 2,7 km. Entsteht auf etwa 612 m ü. NHN am Ostrand des Waldes Lohwiesen zum Bühlhof von Riedhausen.
- Tiefenbach, von links und Westen auf etwa 607 m ü. NHN wenig nach dem vorigen, 5,1 km und 14,7 km². Entsteht auf etwa 635 m ü. NHN zwischen dem Weiler Hahnennest und dem Dorf Burgweiler Ostrach an der L 620. Der Tiefenbach ist der letzte der großen Entwässerungsstrecken aus dem Pfrunger-Burgweiler Ried. Hiernach dreht die Ostrach mehr und mehr auf Nordlauf.
- Laubbach, von rechts und Osten auf unter 607 m ü. NHN an einer Feldwegbrücke westlich-unterhalb des Weilers Laubbach von Ostrach, 1,1 km. Entsteht auf etwa 631 m ü. NHN in den Hügeln am Ostrand des Ortes.
- Krebsbach, von links und Westen auf unter 607 m ü. NHN wenig nach dem vorigen, 3,1 km. Entsteht auf etwa 638 m ü. NHN am Westrand des Ostracher Dorfes Spöck.
- (Hangzulauf), von links und Südwesten auf etwa 605 m ü. NHN etwas vor Ostrach, 1,3 km. Entsteht auf etwa 613 m ü. NHN unter dem Ostracher Weiler Dichtenhausen. Hier fließt die Ostrach nun nördlich.
- (Hang- und Weggraben), von links auf etwa 605 m ü. NHN wenig vor den ersten Häusern Ostrachs, 1,3 km. Entsteht auf etwa 624 m ü. NHN am südlichen Ortseingang der L 280 zu Ostrach.

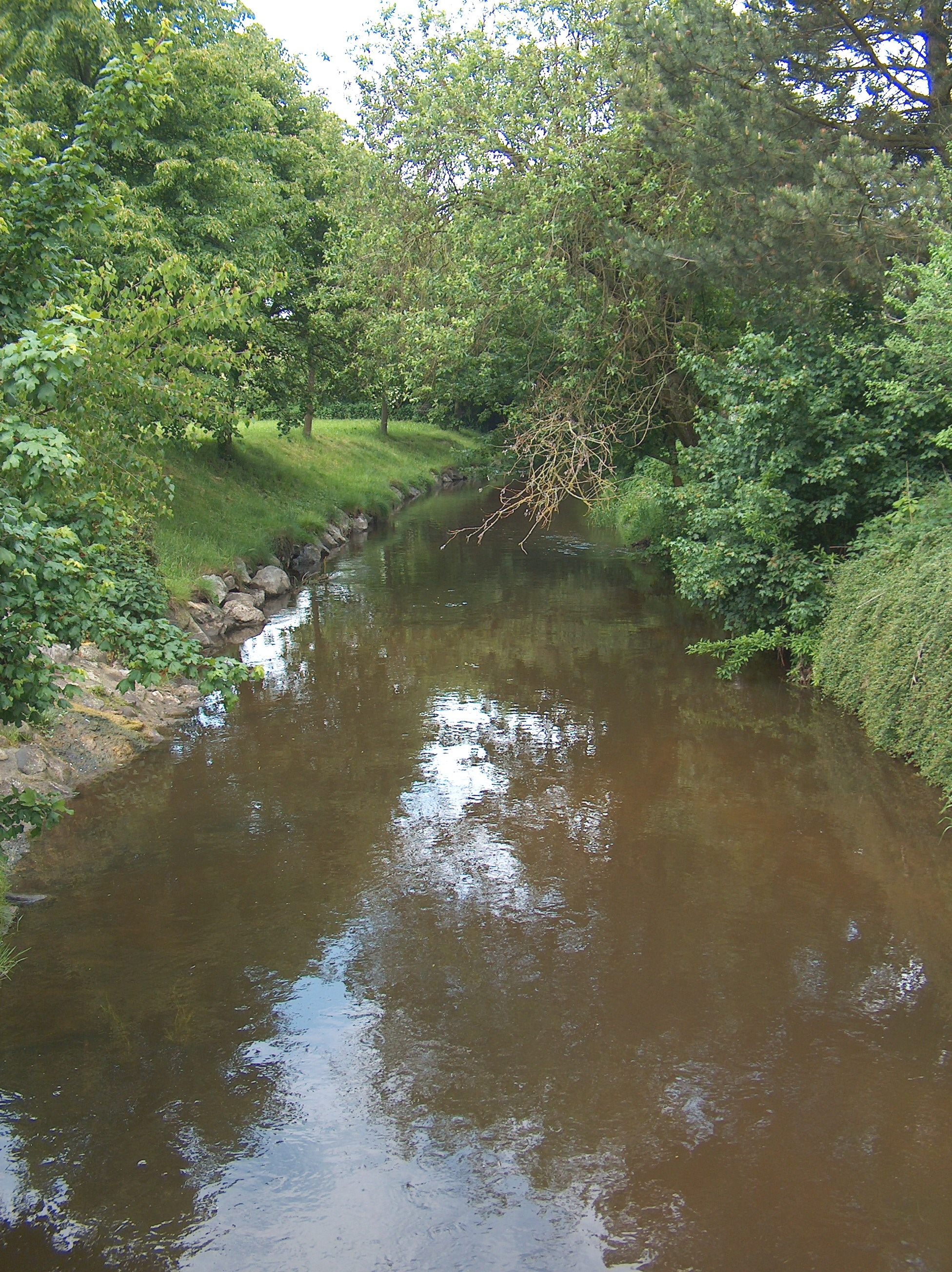
Die Ostrach in der Mitte des gleichnamigen Ortes

- Seebach, von rechts und Ostsüdosten auf etwa 605 m ü. NHN gegenüber dem südlichen Ostrach, 6,3 km und 17,6 km². Entsteht auf etwa 632 m ü. NHN zwischen dem Hoßkircher Forsthaus und dem 15,2 ha großen Königseggsee, den er dann gleich auf etwa 626,5 m ü. NHN[LUBW 6] durchläuft.
- Weiherbach, von links und Südwesten in der Ortsmitte von Ostrach, 3,0 km. Entsteht auf etwa 638 m ü. NHN westlich des Wolfsbergs.
- Zieht zwischen Ostrach und Jettkofen mit Abstand links am Muterer Eichholzsee und zwei anderen Baggerseen vorbei, zusammen 21,7 ha.
- Passiert dicht links das gute halbe Dutzend Jettkofer Seen in einem Kieswerk unterhalb des Ortes und gegenüber von Wangen, die auf etwa 595 m ü. NHN liegen, zusammen 28,7 ha.
- Wolfgraben, von rechts und Nordosten auf unter 590 m ü. NHN kurz vor dem Ostracher Dorf Einhart, 2,0 km. Entsteht auf etwa 629 m ü. NHN östlich von Einhart.
- Sägebach, von links und Südwesten auf etwa 588 m ü. NHN neben der Ostrachbrücke, Mündungsarm des Störenbachs, s. u., 0,6 km.  Weggraben.
- → (Abgang des Triebwerkskanal von Einhart), gleich nach dem vorigen nach rechts
- ← (Rücklauf des Triebwerkskanal von Einhart), von rechts auf etwa 586 m ü. NHN kurz nach einer Feldwegbrücke, 0,4 km.
- Störenbach, von links und Süden auf etwa 585 m ü. NHN zwischen Einhart und Eimühle, 5,4 km und 20,2 km².[LUBW 7] Entsteht auf etwa 610 m ü. NHN südöstlich des Ostracher Dorfes Magenbuch im Wald Bühl. Hat einen gleichnamigen linken Quellarm aus dem Westen von kaum weniger Länge aber deutlich überwiegendem Einzugsgebiet, der nördlich des Ostracher Weilers Lausheim auf etwa 600 m ü. NHN den 9,3 ha großen Lausheimer Weiher durchläuft.
- → (Abgang eines Hochwasserkanals), nach rechts auf etwa 584 m ü. NHN an der Eimühle
- ← (Rücklauf des Hochwasserkanals), von rechts auf etwa 580 m ü. NHN auf Höhe der Ostracher Kläranlage, 0,8 km.
- (Zulauf), von links und Westsüdwesten auf knapp 577 m ü. NHN, 1,5 km. Entsteht auf etwa 606 m ü. NHN südwestlich des Mengener Dorfes Rosna am Rande des Fohrenstocks.
- Fohrenstockgraben, von links und Westen bei Rosna auf etwa 576 m ü. NHN, 2,2 km. Entsteht auf etwa 615 m ü. NHN westlich von Rosna im Bühlhäule.
- Altensweiler Graben, von rechts und Südosten auf 574,7 m ü. NHN[LUBW 6] an der Brücke der Straße von Rosna nach Altensweiler, 2,1 km. Entsteht auf etwa 604 m ü. NHN beim Weiler Altensweiler von Hohentengen.
- ← → (Abgang und Rücklauf des Triebwerkskanals am Ortseingang von Bremen) , nach und von links am Ortseingang des Hohentengener Dorfes Bremen, 0,4 km.
- Krebsbach, von rechts und Südsüdosten auf etwa 565 m ü. NHN neben der ersten Ostrachbrücke in Bremen, 6,7 km und 10,5 km². Entsteht auf etwa 606 m ü. NHN in den Breiten Wiesen nordöstlich von Jettkofen.
- → (Abgang des Triebwerkskanals der Genossenschaftsmühle) , nach links auf etwa 564 m ü. NHN in Bremen kurz vor der zweiten Ostrachbrücke.
- Soppengraben, von links in Bremen unmittelbar nach dessen Abgang in den Triebswerkskanal, 1,8 km. Entsteht auf etwa 594 m ü. NHN nordwestlich von Bremen am Rand des Bremerholzes.
- Färbebach, von rechts und Südsüdosten auf etwa 562 m ü. NHN aus Hohentengen in die Ostrach selbst, 7,0 km und 17,9 km. Entsteht als Weiherbach auf etwa 614 m ü. NHN westlich des Ostracher Dorfes Tafertsweiler.
- ← (Rücklauf des Triebwerkskanals der Genossenschaftsmühle), von links wenig nach dem vorigen bei Hohentengen, 0,4 km.
- → (Abgang eines Triebwerkskanals), nach rechts auf 561,1 m ü. NHN[LUBW 6] beim Hohentengener Dorf Beizkofen.
- ← (Rücklauf des Triebwerkskanals), von rechts auf 558,1 m ü. NHN[LUBW 6] am Nordrand von Beizkofen, 0,6 km.
- → (Abgang des Triebwerkskanals der Riedmühle), nach rechts an der Hohentengener Riedmühle.
- Beizkofer Bach, von links und Südwesten in die Ostrach selbst auf etwa 557 m ü. NHN gegenüber der Riedmühle, 1,3 km. Ist ein Entwässerungsgraben, der auf unter 560 m ü. NHN in der weiten Talebene westlich von Beizkofen entsteht.
- ← (Rücklauf des Triebwerkskanals der Riedmühle), von rechts etwas nach der Riedmühle, 0,4 km.
- → (Abgang des Ostrach-Hochwasserkanals), nach rechts auf etwa 547 m ü. NHN wenig vor dem Hundersinger Elektrizitätswerk an der Ostrach, 0,4 km. Mündet in die hier schon der Ostrach parallel laufende Friedberger Ach, die danach kanalisiert weiterläuft.
- Schneidet kurz vor dem nächsten die feuchte Niederung einer alten Flussschlinge, in deren Verlauf rechts nacheinander zwei Altwasserreste liegen, zusammen 0,6 ha.
- Friedberger Bach, von rechts und Südsüdosten auf unter 545 m ü. NHN zwischen den Sportplätzen am Südrand von Hundersingen, 12,7 km und 20,4 km² (mit Hochwasserkanal-Endstück und dem zugehörigen Einzugsgebiet). Entsteht auf etwa 635 m ü. NHN bei Bachhaupten.

Mündung der Ostrach auf etwa 542 m ü. NHN von rechts und Süden im Ortsteil Hundersingen von Herbertingen gleich unterhalb der Flussbrücke in die Donau. Sie ist hier 33,1 km lang und hat ein 198,5 km² großes Einzugsgebiet.

## Pegel

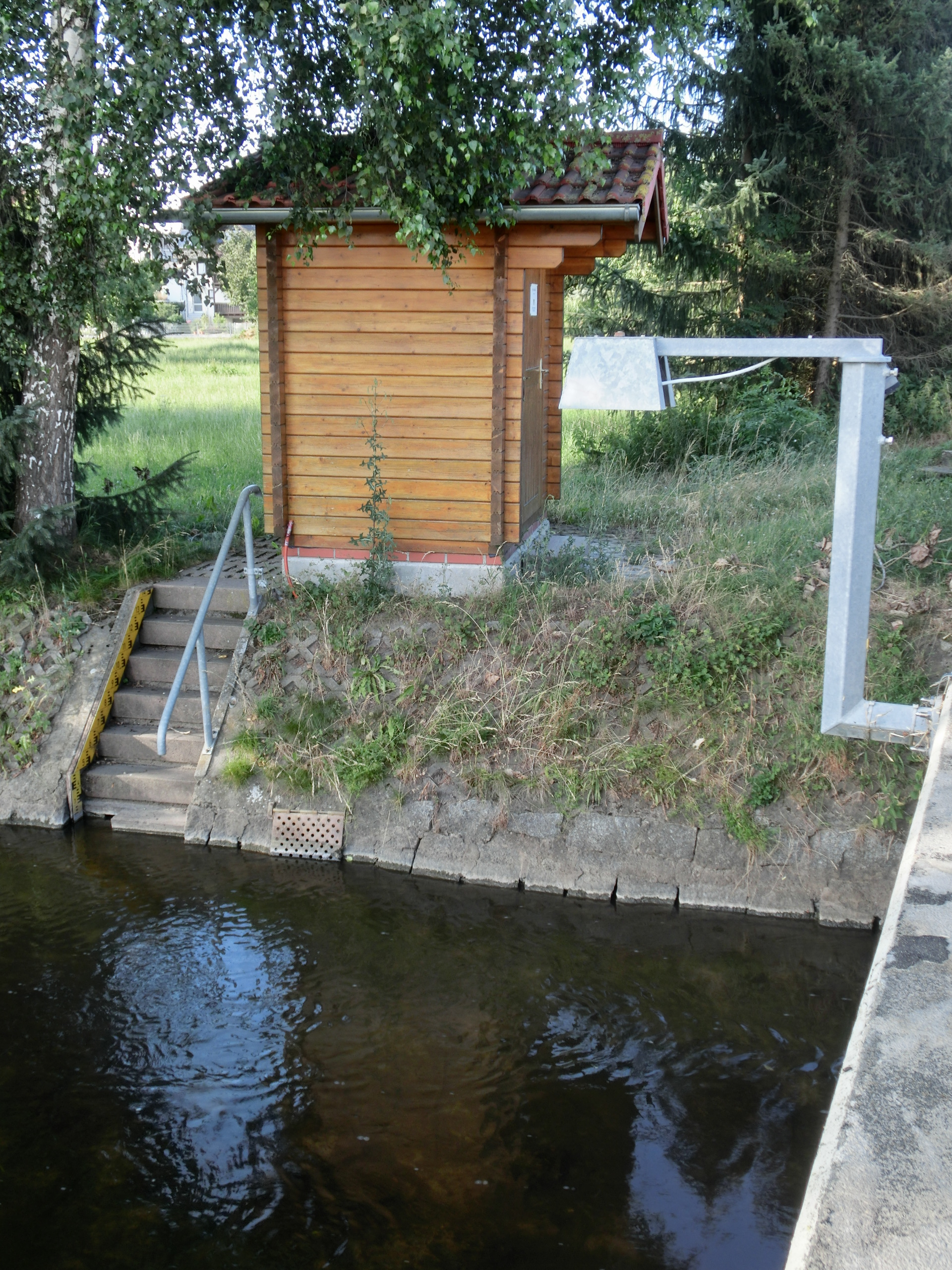
Pegel Jettkofen / Ostrach

Südlich der Ostracher Ortschaft Jettkofen befindet sich bei Flusskilometer 16,0 der Pegel Jettkofen / Ostrach der Hochwasservorhersagezentrale Baden-Württemberg und der Landesanstalt für Umwelt, Messungen und Naturschutz Baden-Württemberg (LUBW); Betreiber ist das Regierungspräsidium Tübingen. Die Pegelnullpunkthöhe liegt bei 598,37 m ü. NN.
Statistische Werte
| Stand / Abfluss                                              | m    | m³/s |
| Mittelwert Wasserstand                                       | 0,30 |      |
| Niedrigster Wasserstand der Jahre 1992–2003 am 10. Juli 1993 | 0,07 |      |
| 50-jähriger Hochwasserstand/-abfluss                         | 1,09 | 13,3 |
| 100-jähriger Hochwasserabfluss                               |      | 14,6 |
| Niedrigster Abfluss der Jahre 1992–2003 am 16. Juni 1996     |      | 0,09 |
| Mittelwert Abfluss                                           |      | 0,95 |

## Umwelt

### Fauna
Im Pfrunger-Burgweiler Ried befindet sich seit 2005 eine Biber-Population – seit Oktober 2008 nachweislich. Im oberen Bereich der Ostrach, die hier der Vorflutfunktion dient, wenige Meter unterhalb der Mündung des Hornbaches, errichteten ein oder mehrere Biber einen Staudamm quer durch den Bach. Der Damm hielt tausende Kubikmeter Wasser zurück, woraufhin das Wasser nicht nur bis zum oberen Rand der Böschung, sondern zum großen Ärgernis von landwirtschaftlichen Betrieben in Riedhausen und Laubbach auch schon über die Ufer getreten ist. Auch der Hornbach trat über seine Ufer. Ende November 2008 wurden die Dämme um 40 Zentimeter abgetragen, gänzlich durfte das Bauwerk nicht beseitigt werden. Um die Biber in Zukunft von der Ostrach abzuhalten, wurde ein Weidezaundraht mit Stromführung über dem Wasserspiegel angelegt.
Ein sieben Millionen Euro teures Naturschutz-Großprojekt hat das Ziel, die Kerngebiete zu vernässen um den Urzustand des Rieds wiederherzustellen. Unter anderem werden Holzstämme zu den Barrieren transportiert, die das Abfließen des Wassers über die einst erstellten Entwässerungsgräben verhindern sollen. Grabenwehre haben stellenweise bereits zu sichtbaren Erfolgen geführt. Das Projekt wurde 2015 beendet.

### LUBW
Amtliche Online-Gewässerkarte mit passendem Ausschnitt und den hier benutzten Layern: Lauf und Einzugsgebiet der Ostrach

Allgemeiner Einstieg ohne Voreinstellungen und Layer: Daten- und Kartendienst der Landesanstalt für Umwelt Baden-Württemberg (LUBW) (Hinweise)
1. 1 2 3 4 5  Höhe nach dem Höhenlinienbild auf dem Hintergrundlayer Topographische Karte des Online-Kartenservers der Daten- und Kartendienst der Landesanstalt für Umwelt Baden-Württemberg (LUBW) (Hinweise).
2. 1 2  Länge nach dem Layer Gewässernetz (AWGN) des Online-Kartenservers der LUBW.
3. 1 2  Einzugsgebiet nach dem Layer Aggregierte Gebiete XY des Online-Kartenservers der LUBW.
4. ↑  Seefläche nach dem Layer Stehende Gewässer des Online-Kartenservers der LUBW.
5. ↑  Einzugsgebiet nach dem Layer Basiseinzugsgebiet (AWGN) des Online-Kartenservers der LUBW.
6. 1 2 3 4 5 6 7 8  Höhe nach blauer Beschriftung auf dem Hintergrundlayer Topographische Karte des Online-Kartenservers der LUBW.
7. ↑  Einzugsgebiet aufsummiert aus den Teileinzugsgebieten nach dem Layer Basiseinzugsgebiet (AWGN) des Online-Kartenservers der LUBW.

### Andere Belege
1. ↑  Deutsches Gewässerkundliches Jahrbuch Donaugebiet 2006 Bayerisches Landesamt für Umwelt, S. 87, abgerufen am 4. Oktober 2017, Auf: bestellen.bayern.de (PDF, deutsch, 24,2 MB).
2. ↑  Angaben auf der Internetseite der Hochwasservorhersagezentrale Baden-Württemberg, abgerufen am 13. August 2015
3. ↑  Laut Pia Wilhelm, Mitarbeiterin im Naturschutzzentrum des Schwäbischen Heimatbundes Pfrunger-Burgweiler Ried
4. ↑  Josef Unger: Wasserstau im Pfrunger-Burgweiler Ried bei Arbeitseinsatz beseitigt. Biberdamm nun etwas niedriger. In: Südkurier vom 21. November 2008
5. ↑  Florian Unger: Natur. Staudamm quer durch die Ostrach. Im Pfrunger-Burgweiler Ried sind Biber am Werk - Sorge um Stauung und überflutete Wiesen. In: Südkurier vom 11. November 2008